# Actinella laciniosa
Actinella laciniosa (лат.) — наземный брюхоногий моллюск отряда лёгочных улиток семейства Hygromiidae. Данный вид является эндемиком Португалии, обитает на острове Мадейра. Находится под угрозой вымирания из-за разрушения среды обитания.